# Imac
Imac (av Apple skrivet iMac) är en dator som tillverkas av Apple Inc.  i:et står för "internet" och Mac för Macintosh. Datorn är avsedd för hemmabruk och för företag. Imac har hittills kommit i fyra olika skepnader. Imac G3 (även bara kallad Imac), Imac G4, Imac G5 och senast Imac Intel. Alla Imac-datorer har datorn och skärmen i ett, det vill säga att Imac är en all-in-one-dator.

## Skepnader

### Imac G3

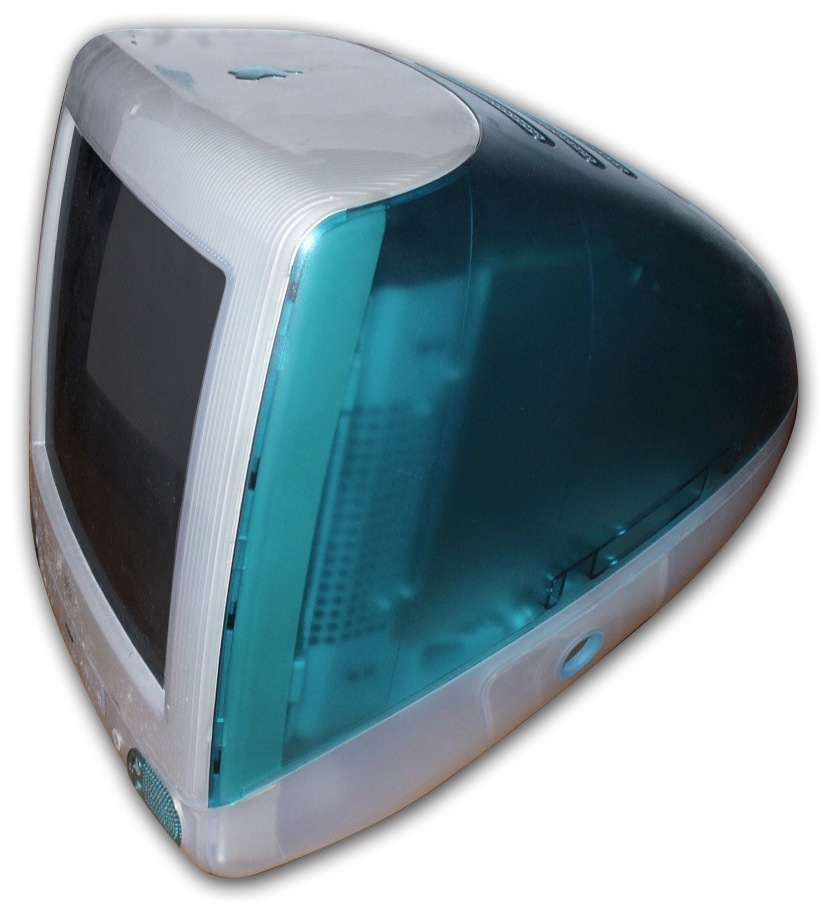
Den ursprungliga Imacen

Den första varianten av Imac lanserades i augusti 1998. Skeptikerna var många, främst då datorn bröt mot mängden genom att helt sakna en intern diskettenhet och serieportar. Apple hade tidigare främst använt ADB för inkoppling av t.ex. möss, ritplattor och tangentbord. Nu hänvisades man till en CD-läsare och två USB-portar. Skärmen var en CRT på 15-tum. Trots dessa kritiska punkter blev Imac G3 en storsäljare. Den sålde 150 000 exemplar den första månaden. Den hade en innovativ, ny design. Och fanns tillgänglig i totalt 13 olika färger. Apple slutade tillverka denna modell 2002 när Imac G4 kom.

### Imac G4

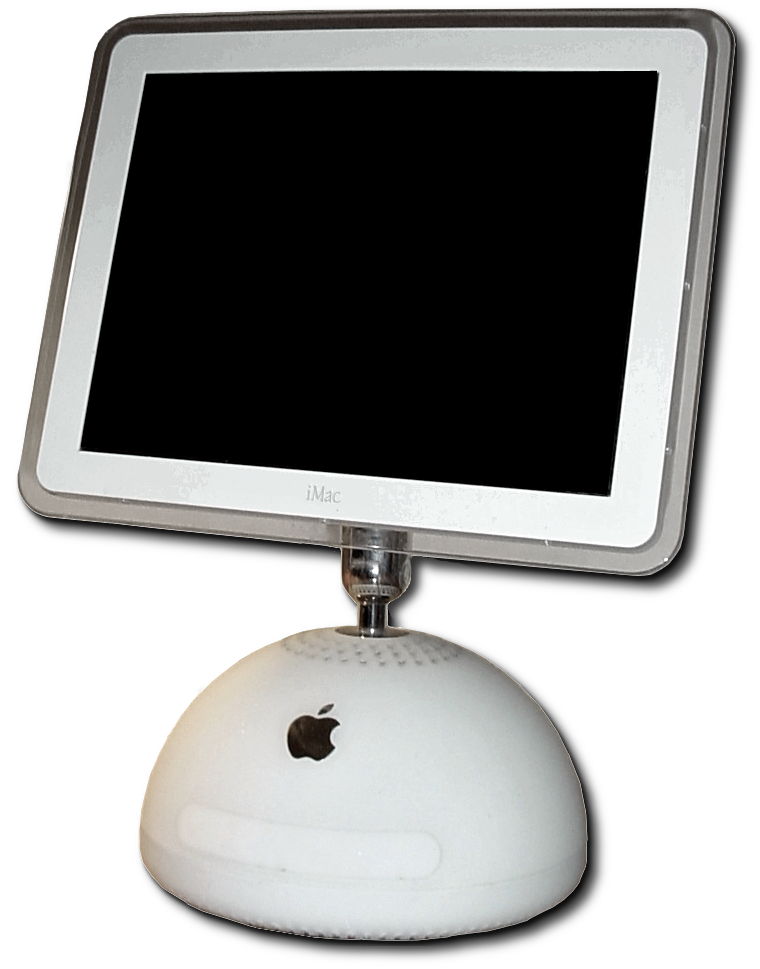
iMac G4

Även kallad bordslampan eller på engelska iLamp. CRT-skärmen blev en TFT-skärm som satt på en arm ovanför datorn som kan beskrivas som ett halvklot. Imac G4 lanserades i januari 2002. Olika skärmstorlekar på 15, 17 och 20 tum har förekommit. Datorn bygger på G4-processorn. Den sista versionen bjöd förutom på 20 tums skärm även på USB 2.0, varför den kallades Imac USB 2.0. 
Den är även kallad Imac Globe.

### Imac G5
Den första versionen av Imac G5 lanserades i augusti 2004. Påminner om Imac G4 men med skillnaden att hela datorn nu byggts in i skärmen. Skärmstorlekarna 17 och 20 tum finns. Datorn bygger på PowerPC. 
Den senare versionen hade även mediacentret Front Row och inbyggd webbkamera (iSight).

### Imac Intel (Första generationen)
Imac Intel Core Duo släpptes 10 januari 2006 och har en Intel-processor till skillnad från de tidigare Imacarna. I övrigt är Imac Intel Core Duo identisk med den tidigare Imac G5. I september 2006 uppdaterades processorn till Core 2 Duo som uppges vara upp till 50 procent snabbare än Imac Core Duo.

### Imac Intel (Andra generationen)

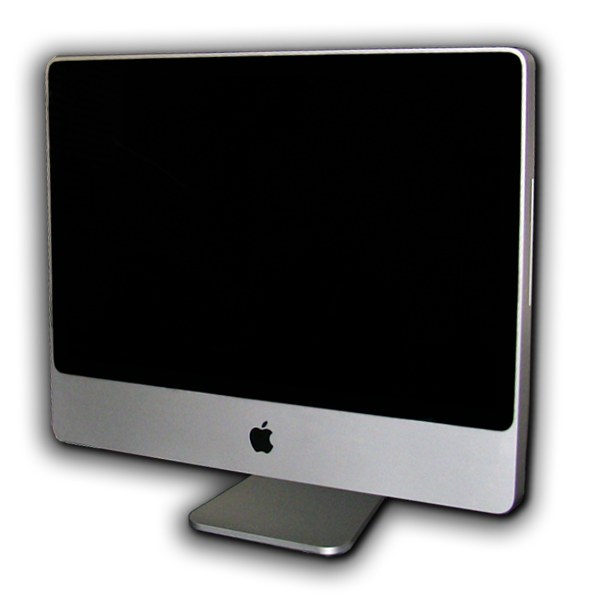
Imac Intel (Andra generationen).

Släpptes den 7 augusti 2007 och innehöll en Core 2 Duo-processor på 2.0, respektive 2.4 GHz, eller en Intel Core 2 Extreme-processor på 2.8 GHz. Datorn fick en helt ny design i aluminium och glas med svart ram runt skärmen.

### Imac Intel (Tredje generationen)
Släpptes 28 april 2008 och innehöll en speedbump, mer RAM-minne och ny grafik för 24"-arna (valbart för den billigaste av 24"-arna). Priset sänktes även med ungefär 1000 kr.
|                      | 20"                                | 24"                                | 24"                              | 24"                          |
| CPU: Intel Core2Duo  | 2,66 GHz                           | 2,66 GHz                           | 2,8 GHz                          | 3,06 GHz                     |
| Internminne:         | 2 GB                               | 4 GB                               | 4 GB                             | 4 GB                         |
| Hårddisk: Serial ATA | 320 GB                             | 640 GB                             | 640 GB                           | 1 TB                         |
| Grafikkort           | ATI NVIDIA GeForce 9400M-grafik MB | ATI NVIDIA GeForce 9400M-grafik MB | ATI NVIDIA GeForce GT 120 256 MB | NVIDIA GeForce GT 130 512 MB |

### Imac Intel (Fjärde generationen)
Släpptes 20 oktober 2009 och innehöll en ny generation processorer (däribland stöd för Quad-Core-processorerna), skärmar upp till 27 tum och stöd för upp till 16 GB minne.
| 21.5"                | 27"                       |                           |          |       |
| CPU: Intel Quad-Core | 3,06 GHz                  | 2.66 GHz                  | 2.80 GHz |       |
| Internminne:         | 4 GB                      | 8 GB                      | 12 GB    | 16 GB |
| Hårddisk: Serial ATA | 1 TB                      | 2 TB                      |          |       |
| Grafikkort           | ATI Radeon HD 4850 256 MB | ATI Radeon HD 4850 512 MB |          |       |

### Imac Intel (Femte generationen)
Släpptes den 27 juli 2010 och innehöll uppgraderade versioner av Intels i5 och i7-processorer. Man valde även att byta ut den något utgångna Intel Core 2 Duo-processorn mot en Intel Core i3-processor. Man valde även att lägga till en extra SSD-disk med 256 GB minne som tillval och uppgradera grafikprocessorerna med upp till 1 GB grafikminne. Även RAM-minnet har blivit snabbare från DDR3 1066 MHz till DDR3 1333 MHz.
|                                 | 21.5" standard                                  | 21,5" uppgraderad                                    | 27" standard                                              | 27" uppgraderad                                     |
| CPU: Intel                      | i3 dual core 3,06 GHz                           | i3 Dual Core 3,20 GHz, tillval i5 Dual Core 3,60 GHz | i3 Dual Core 3,20 GHz, tillval i5 Dual Core 3,60 GHz      | i5 Quad-Core 2,8 GHz, tillval i7 Quad-Core 2,93 GHz |
| Internminne:                    | 4 GB tillval upp till 16 GB                     | 4 GB tillval upp till 16 GB                          | 4 GB tillval upp till 16 GB                               | 4 GB tillval upp till 16 GB                         |
| Hårddisk: Serial ATA, SSD-Drive | 500 GB                                          | 1TB tillval 2 TB                                     | 1TB tillval 2 TB och/eller 256 GB SSD                     | 1TB tillval 2 TB och/eller 256 GB SSD               |
| Grafikkort                      | ATI Radeon HD 4670 265 MB                       | ATI Radeon HD 5670 512 MB                            | ATI Radeon HD 5670 512 MB tillval ATI Radeon HD 5750 1 GB | ATI Radeon HD 5750 1 GB                             |
| Skärm                           | 21,5" 1920X1080 IPS-skärm, bildförhållande 16:9 | 21,5" 1920X1080 IPS-skärm, bildförhållande 16:9      | 27" 2560X1440 IPS-skärm, bildförhållande 16:9             | 27" 2560X1440 IPS-skärm, bildförhållande 16:9       |
| pris(utan tillval)              | 11,995 kr                                       | 14,995kr                                             | 16,995kr                                                  | 19,995kr                                            |

### Imac Intel (Mid 2011), 3 maj 2011
Den största nyheten med Imac-modellerna som presenterades under våren 2011 var att Intels nya flexibla höghastighetsport Thunderbolt gjorde entre i datorerna. Thunderbolt-porten ersatte Mini Displayport-kontakten (som fanns i föregående Imac-modeller) vilket i praktiken innebar att den som inte behövde ansluta en extern skärm till datorn kunde ansluta exempel en extern högpresterande lagringsstation. Thunderbolt-porten i Imac klarar både Thunderbolt- och Mini Displayport-skärmar utan adaptrar, samt skärmar med VGA, DVI och Dual-Link DVI med adapter som Apple sålde separat.
En annan påtaglig nyhet var att datorns integrerade webbkamera, som tidigare klarade videochatt i upplösningen 640 x 480 pixlar, byttes ut mot en förbättrad version som klarar 720p. I övrigt var datorerna sig lika. Exempelvis behölls de två skärmstorlekarna 21,5 och 27 tum, dessutom behölls DVD-enheterna. På processorfronten byttes Core i3 ut mot Core i5 med Core i7 som tillval i några konfigurationer.